# Certificat de placement garanti
Pour les articles homonymes, voir CPG et GIC.
Un certificat de placement garanti (CPG), ou Guaranteed Investment Certificate (GIC) en anglais, est un investissement canadien qui offre un taux de rendement garanti sur une période de temps déterminée, le plus souvent émises par des sociétés de fiducie, des banques, ou des caisses populaires. Grâce à son faible profil de risque, le rendement est généralement moindre que dans d'autres investissements tels que actions, obligations ou fonds de placement.